# Cmentarz wojenny nr 52 – Zdynia
Cmentarz wojenny nr 52 – Zdynia – zabytkowy cmentarz z I wojny światowej, zaprojektowany przez Dušana Jurkoviča znajdujący się we wsi Zdynia w powiecie gorlickim, w gminie Uście Gorlickie. Jeden z ponad 400 zachodniogalicyjskich cmentarzy wojennych zbudowanych przez Oddział Grobów Wojennych C. i K. Komendantury Wojskowej w Krakowie. Należy do I Okręgu Cmentarnego Nowy Żmigród.
Obiekt znajduje się na cmentarzu wiejskim, położonym bezpośrednio przy drodze wojewódzkiej  Konieczna – Gorlice. Zajmuje powierzchnię około 125 m², otoczony jest kamiennym murem. Na cmentarzu zrekonstruowano kilka drewnianych krzyży łacińskich i prawosławnych.
Pochowanych tu było prawdopodobnie 46 żołnierzy w dwóch grobach zbiorowych oraz 3 pojedynczych, poległych w lutym 1915 roku:
- 17 Rosjan,
- 29 Austriaków z 47 IR, 14 LIR.

Na terenie cmentarza znajduje się kamienny pomnik zwieńczony krzyżem, na którym zachowała się oryginalna tablica kamienna z inskrypcją w języku niemieckim.
| GETREU DEM EIDE, GETREU DER PFLICHT HABEN SIE BLUT UND LEBEN AUF HETER WALSTATT GEGEBEN. OB. FREUND, OB. FEIND – FÜR EWIG NICHT SOLLEN DES RUHMES ENTRATEN DIE WACKERN TOTEN SOLDATEN | WIERNI PRZYSIĘDZE I OBOWIĄZKOWI W BITWIE KREW SWOJĄ I ŻYCIE ODDALI. BEZ WZGLĘDU NA TO, CZY NA DZIEJÓW SZALI WROGIEM NAM, CZY TEŻ PRZYJACIELEM BYLI, JAKO WZOROWI ŻOŁNIERZE NA WIECZNĄ PAMIĘĆ SOBIE ZASŁUŻYLI |

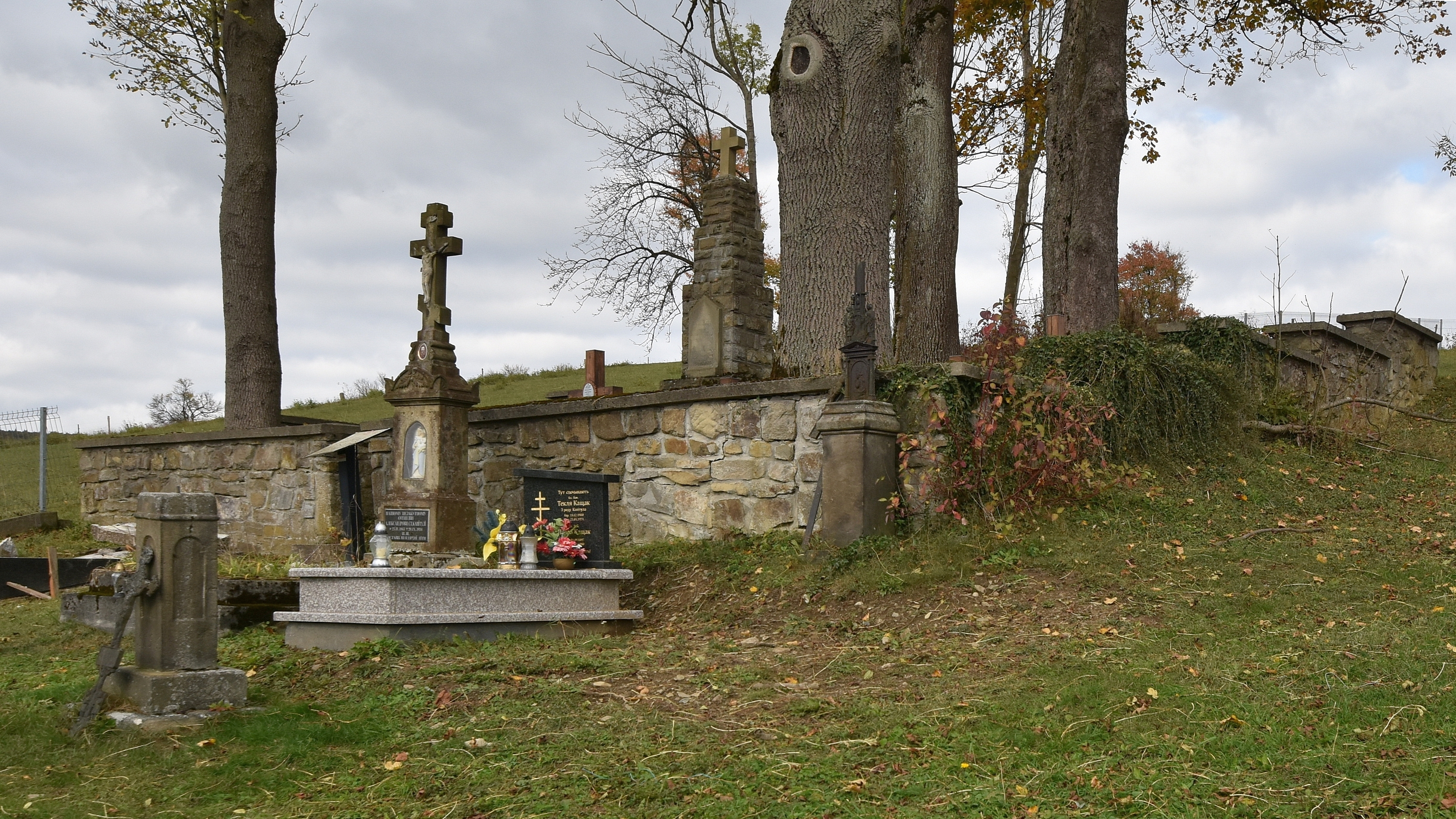
Widok ogólny
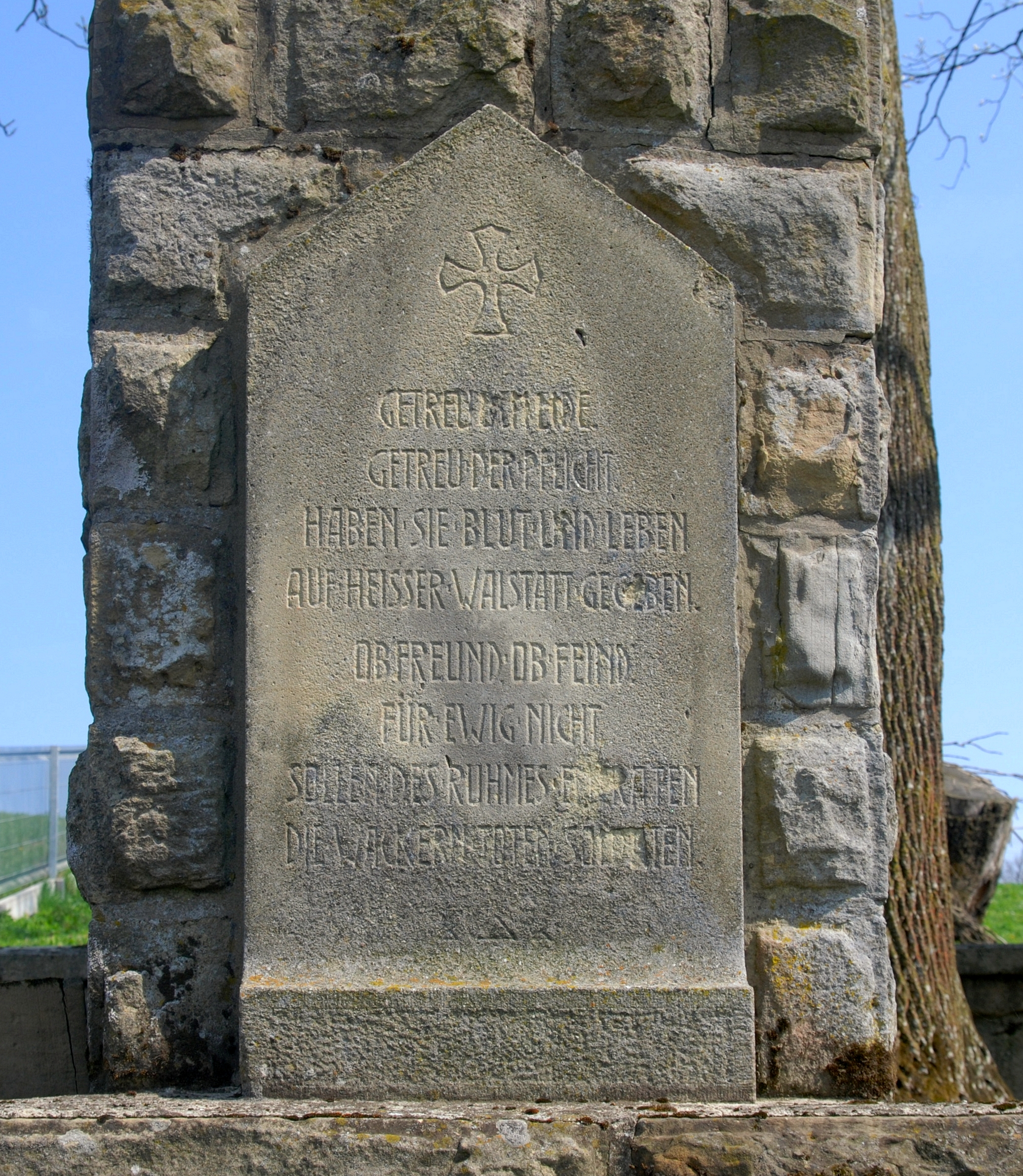
Inskrypcja
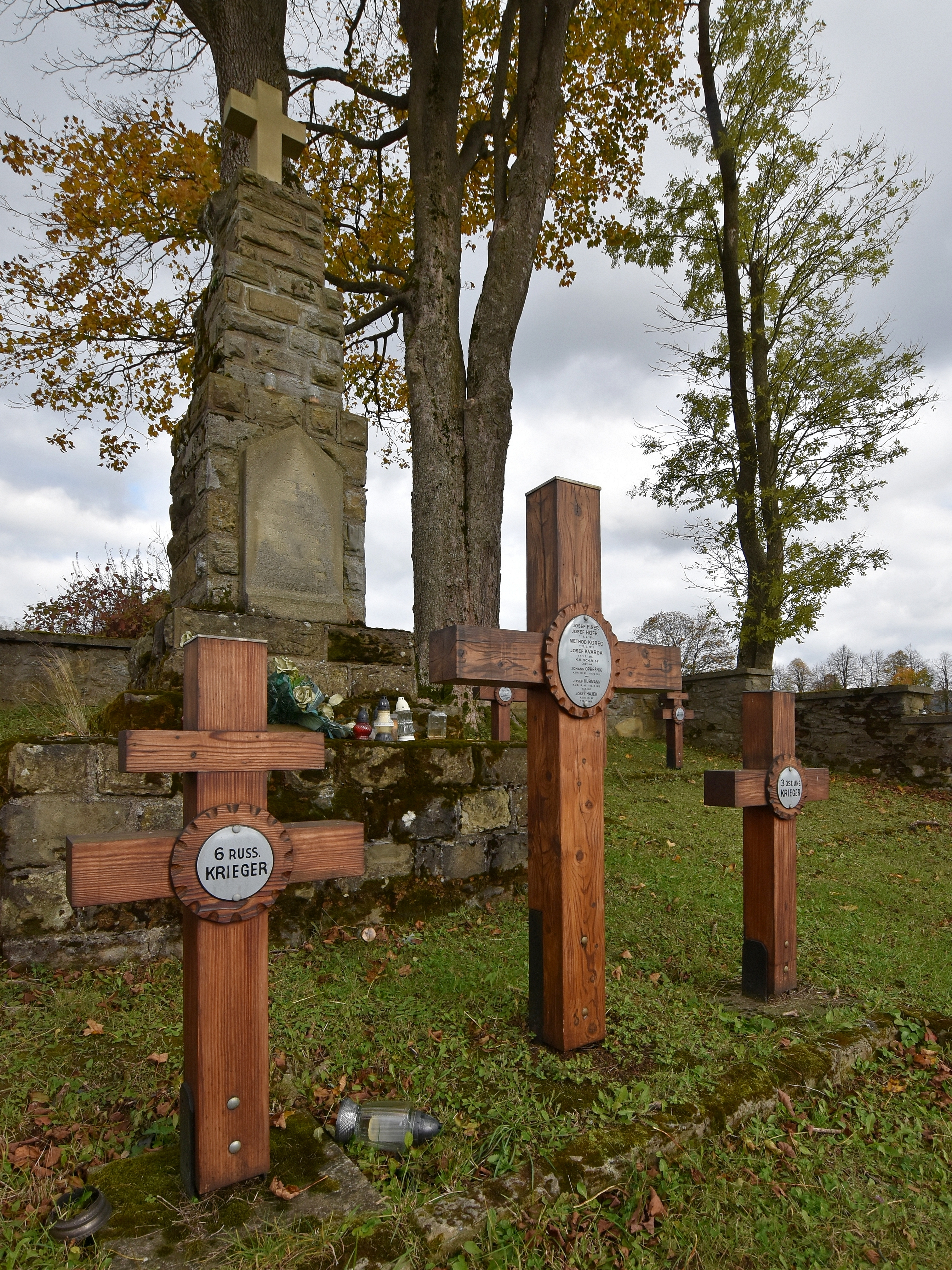
Krzyże